# Ecomuseo luogo della memoria Lamezia Terme Sambiase
L’EcoMuseo Luogo della Memoria è un museo che si trova nel centro storico di Sambiase, nel rione Patelle. Ideato da Umberto Zaffina, ha sede nell'Atrio III Ferruccio.

## Che cos'è l'EcoMuseo?
L’EcoMuseo Luogo della Memoria è un piccolo museo etnografico costituito nel corso degli anni dal professore Umberto Zaffina. 
L’ecomuseo sorge nel rione Patelle, nel centro storico di Sambiase, esso ricostruisce esattamente un ecosistema ovvero quello dell’antica casa calabrese, lametina - sambiasina, nel caso specifico - come erano negli anni '40.
Il professore Zaffina in due sue vecchie abitazioni, tra loro comunicanti, ha raccolto una serie di oggetti di uso quotidiano, domestico, attrezzi di varie tipologie lavorative, dagli artigiani ai contadini, mettendo insieme e allestendo un tour esplorativo in un’altra dimensione cronologica.

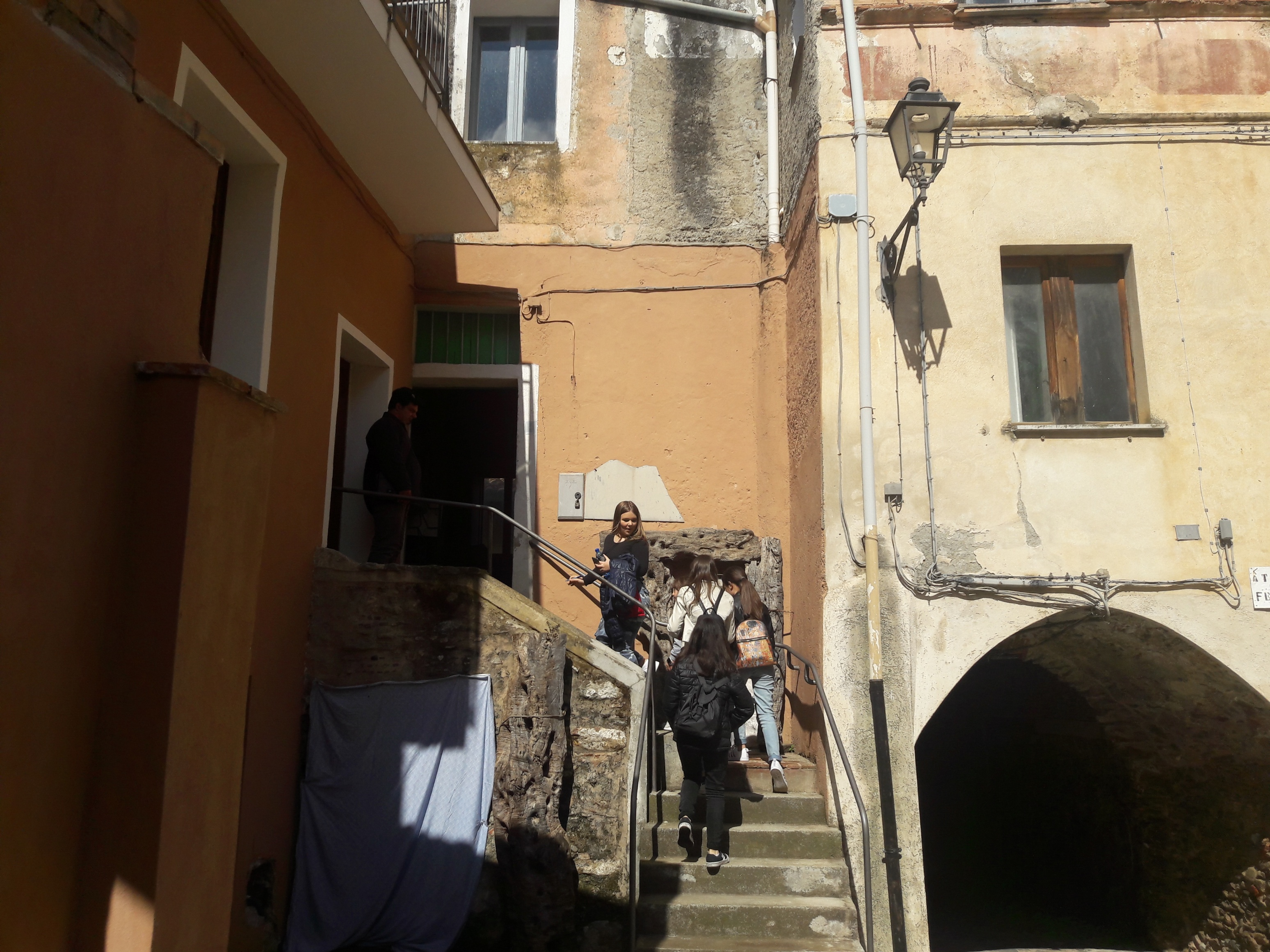
EcoMuseo Luogo della Memoria4. Ph Giovanni Mazzei

L’allestimento non segue un ordinamento museografico preciso e non utilizza pannelli informativi: protagonisti indiscussi sono gli oggetti e ad essi il curatore del museo affida il compito di mostrare al visitatore le attività lavorative di un tempo e i locali tipici delle abitazioni sambiasine.

## L'interno
Negli spazi architettonici, mantenuti pressoché inalterati, al primo piano sono attestate le attività del falegname, del fabbro, del bottaio, del barbiere, del calzolaio, oltre a l'attigua stanza del telaio.
Particolari anche sono i vari segnali stradali che riportano scritte le vie dell’antica Sambiase, oltre a essere presente anche una targa che rappresenta appunto il vecchio stemma del comune sambiasino.

## Il secondo piano
Nel piano superiore, recuperando la loro antica destinazione, sono presenti gli ambienti della cucina, dell sala pranzo e del letto con i comuni arredi, suppellettili e pezzi di corredo che comparivano nelle case popolari della metà del secolo scorso.
Fra questi ovviamente figurano i vari utensili da cucina ('u tavulatu): dalle varie pentole con determinate denominazioni come, tiella, limba, fhrissura, è possibile vedere una maìlla (usata per impastare il pane), presente anche un antico forno in muratura, nonché l’angolo del focolare.

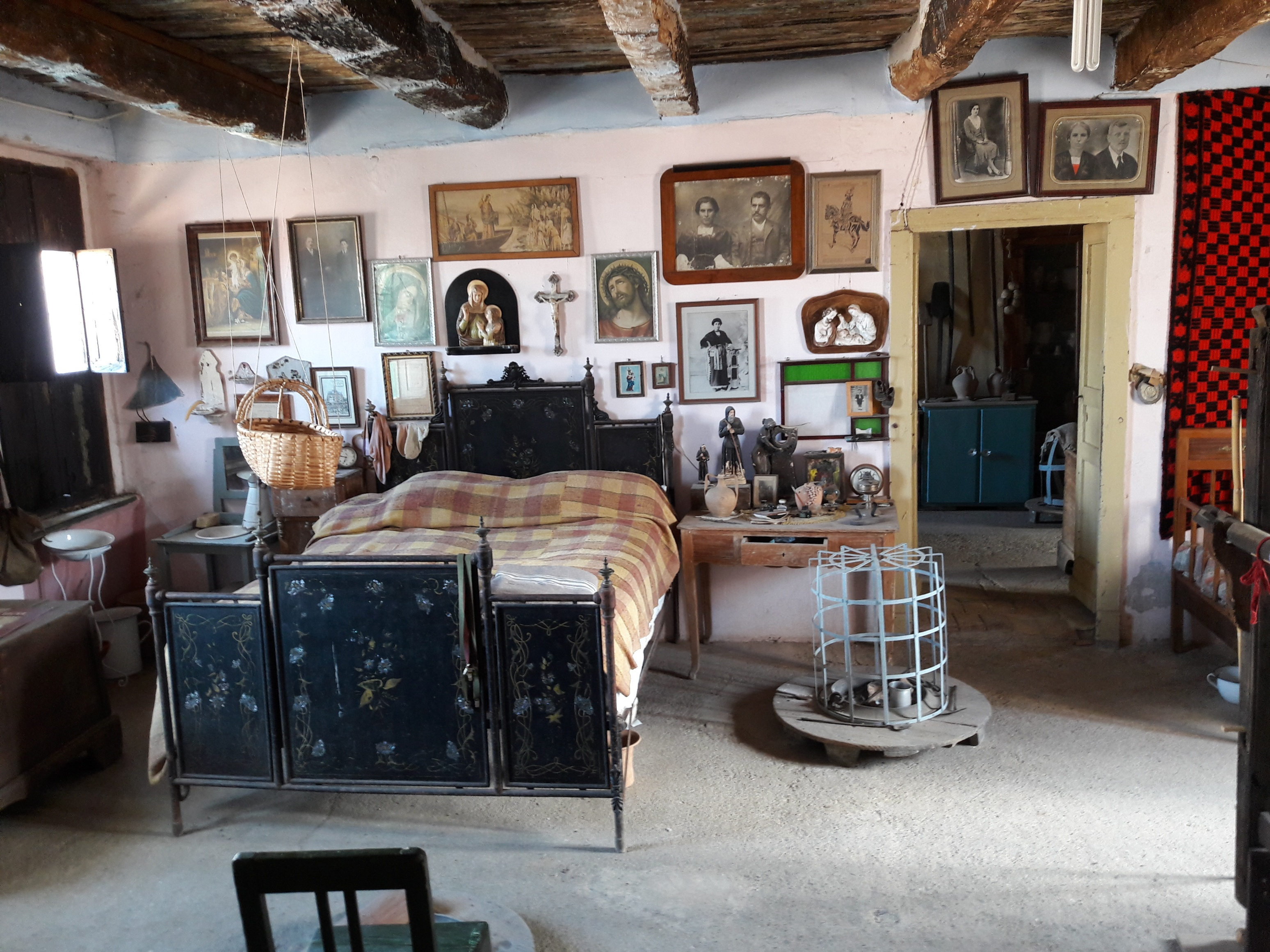
EcoMuseo Luogo della Memoria6. Ph Giovanni Mazzei

Particolarmente notevole è la stanza matrimoniale dove si può vedere il letto; l’antico lavandino accanto al letto, costituito semplicemente da una bacinella da riempire con acqua; i vari pitali, i vasi da notte che costituiscono i servizi igienici dell'epoca; la naca, la culletta del bambino che veniva appesa sopra il letto, attaccata con degli spaghi alle travi del tetto: il fatto di tenerlo appeso ha due motivazioni sia per annacare (dondolare, da qui il termine naca) il pargolo, sia per tenere il bambino al riparo da pulci e topi che infestavano le abitazioni; quando i bambini crescevano la naca non veniva eliminata perché serviva per riporvi dentro alimenti da mangiare affinché non venissero intaccati da insetti o altri animali.
Presenti anche uno scantinato: il vecchio palmento.
Lo scantinato veniva utilizzato, un tempo, anche come rimessa per gli asini.
Vi è anche una soffitta attualmente utilizzata come deposito.

## Foto

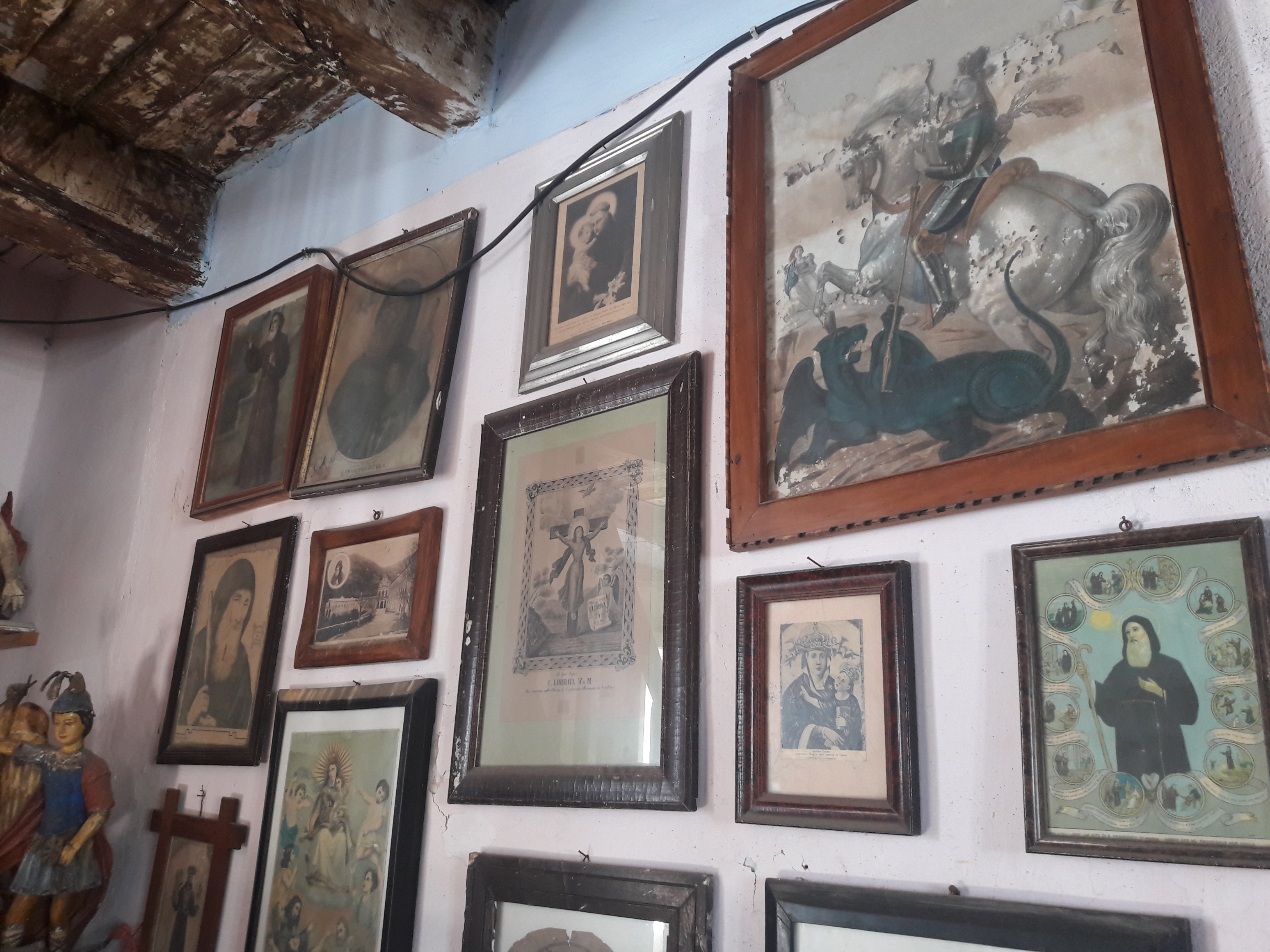
EcoMuseo Luogo della Memoria. Ph Giovanni Mazzei

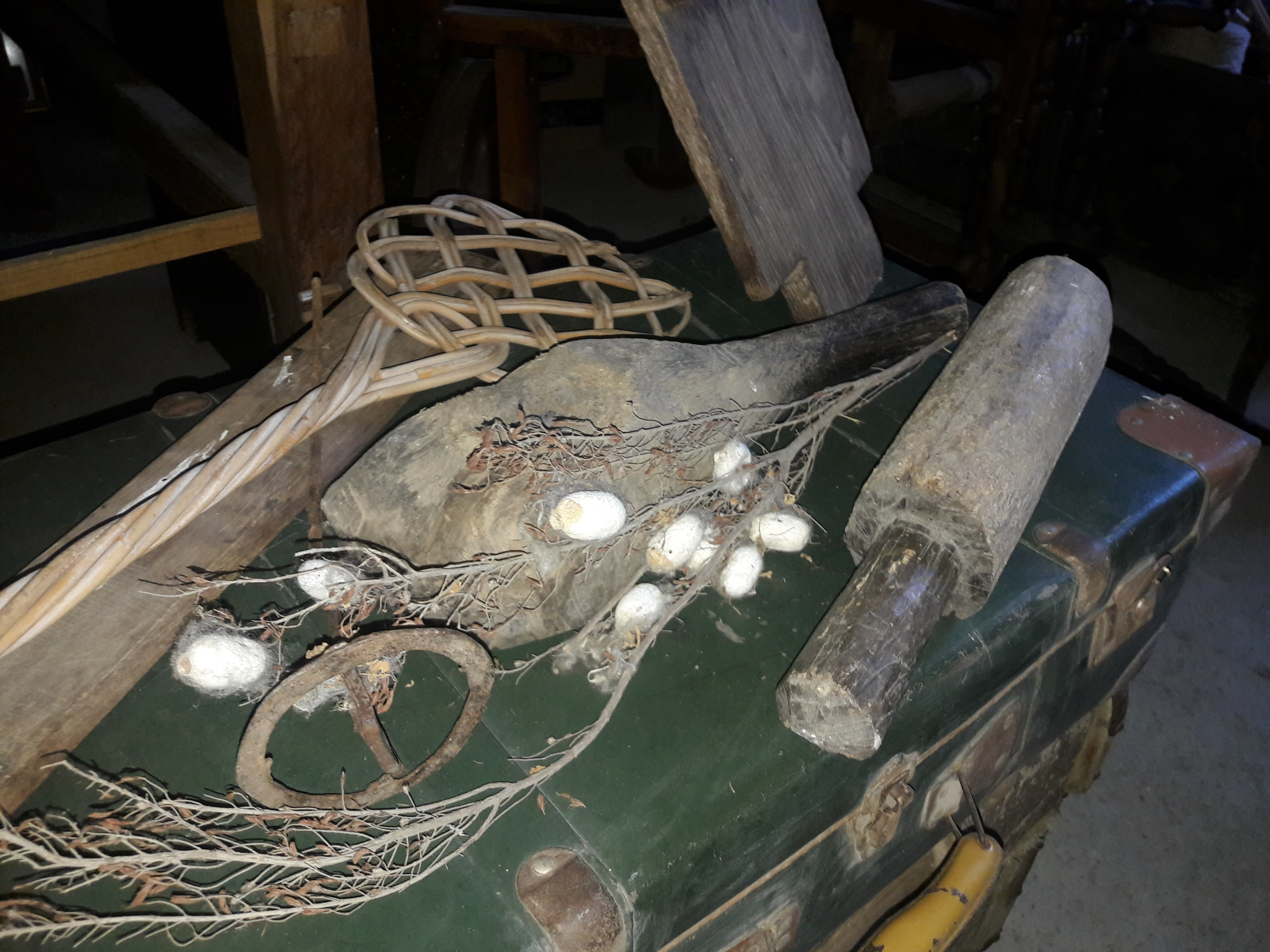
EcoMuseo Luogo della Memoria2. Ph Giovanni Mazzei

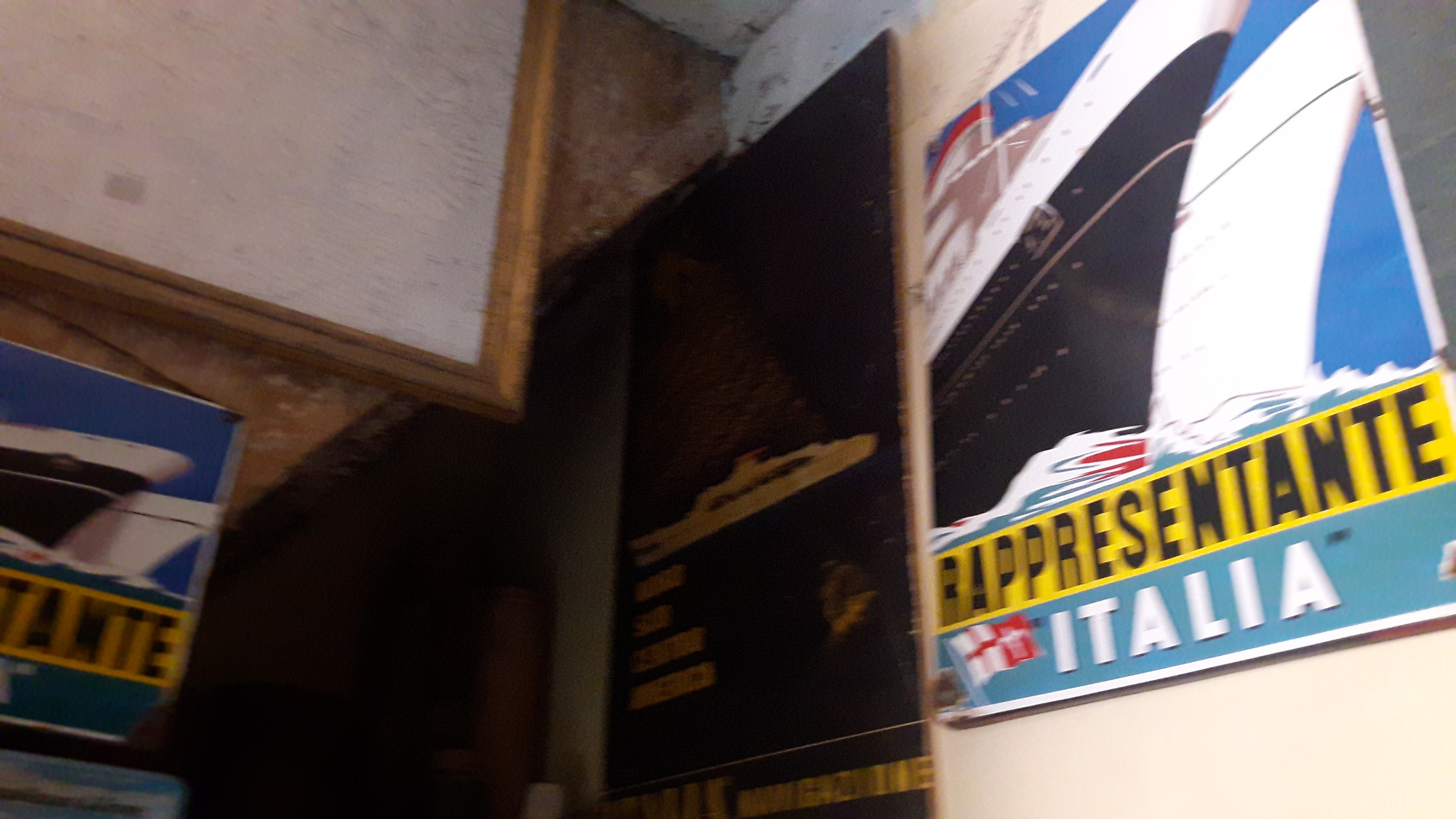
EcoMuseo Luogo della Memoria3. Ph Giovanni Mazzei

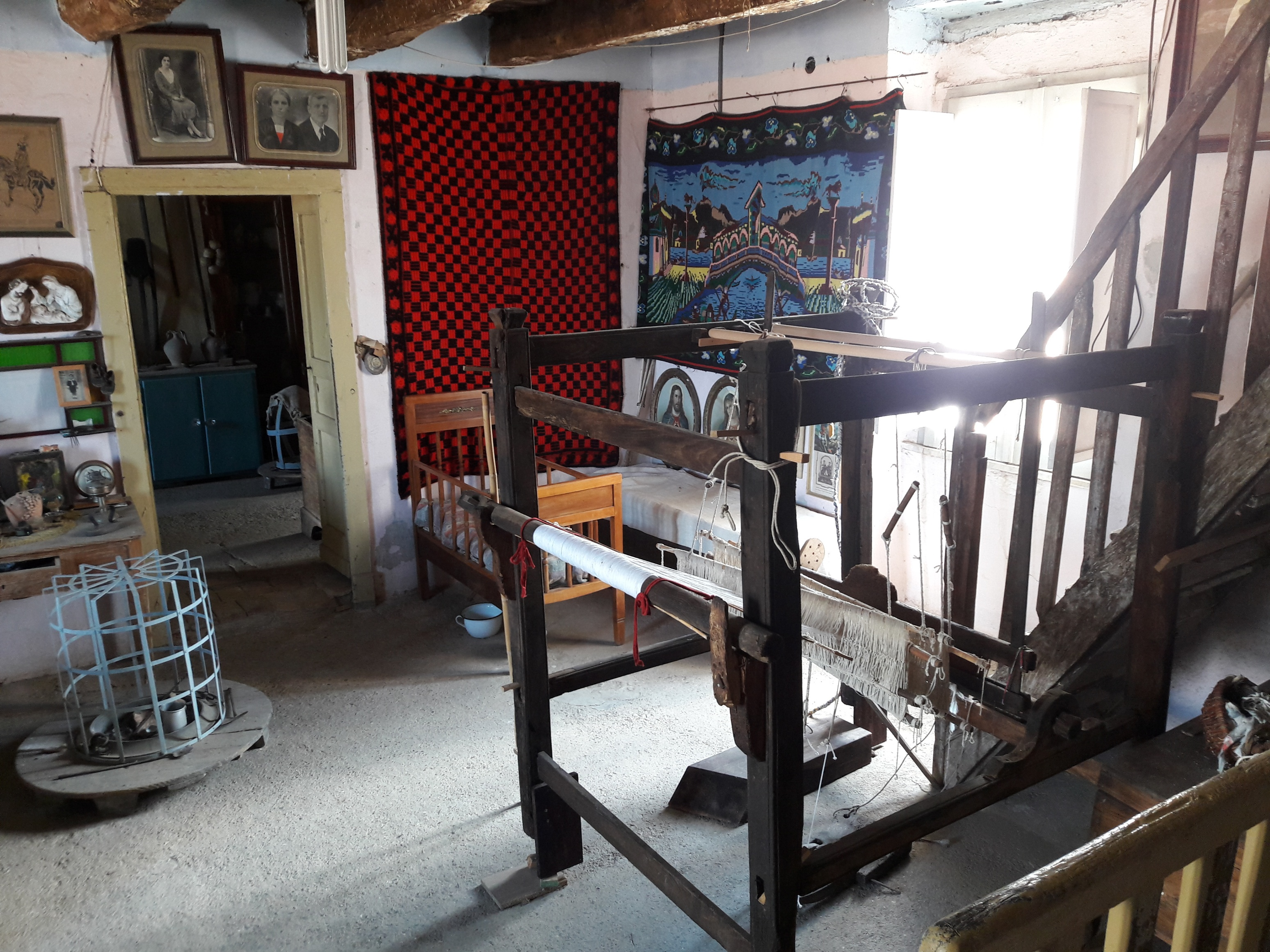
EcoMuseo Luogo della Memoria5. Ph Giovanni Mazzei